# Lithobates okaloosae
Lithobates okaloosae — вид жаб родини жаб'ячих (Ranidae).

## Поширення
Ендемік Флориди (США). Поширений в басейні річок Єлоу та Іст-Бей в округах Санта-Роза, Окалуса та Волтон на заході штату. Близько 90 % ареалу виду знаходиться на території військової авіабази Еглін, тому основна загроза для цього виду походить від людської діяльності, що порушує його природне середовище існування.

## Опис
Жаба завдовжки 34-49 мм. Самиці більші за самців. Забарвлення світло-зелене, без темних плям. У самців жовте горло і збільшений тимпан.